# Славянская мифология
Славянская мифология — совокупность мифологических представлений древних славян (праславян) эпохи их единства, до конца 1-го тысячелетия н. э.; система мифологических представлений славян о мире, которые составляют содержательную основу большей части жанров и видов славянской народной культуры.
Собственно славянские мифологические повествования не сохранились: религиозно-мифологическая целостность славян была разрушена в период их христианизации. Высшая мифология древних славян известна фрагментарно. Больше сведений имеется по низшей мифологии.

## Историография
Славянская мифология стала предметом научного исследования со второй половины XVIII века, с появлением работ М. И. Попова «Описание древнего славянского языческого баснословия» (1768) и М. Д. Чулкова «Абевега русских суеверий…» (1786). В начале XIX века появляются исследования Г. А. Глинки «Древняя религия славян» (1804) и А. С. Кайсарова «Славянская и российская мифология» (1810).
В XIX веке изучение славянской мифологии получило новый импульс с появлением сборника «Славянский вестник» (1866), издававшегося под редакцией А. А. Хованского, где публиковали свои статьи по этому вопросу Д. О. Шеппинг, А. Н. Афанасьев, А. А. Потебня, Н. И. Кареев, Ф. И. Буслаев и другие. В 1884 году в журнале «Филологические записки» вышла статья Людовика Леже «Краткий очерк славянской мифологии», содержащая подробный библиографический обзор современных публикаций на эту тему, а в 1907 году в сборнике был опубликован перевод его «Славянской мифологии».
В XX веке появились исследования Л. Нидерле «Славянские древности», «Очерки русской мифологии» Д. К. Зеленина, «Славянство и Древняя Русь» Е. В. Аничкова, «Морфология сказки» и «Исторические корни волшебной сказки» В. Я. Проппа, «Исследования в области славянских древностей» В. В. Иванова и В. Н. Топорова, «Язычество древних славян» Б. А. Рыбакова.
Известны различные направления в изучении славянской мифологии, в том числе мифологическая, историческая и семиотическая школы.
Мифологическая школа (А. А. Потебня, А. Н. Афанасьев, Ф. И. Буслаев и др.) объясняет содержание мифа обожествлением борящихся между собой небесных светил и явлений (солнце, луна, звёзды) или атмосферных явлений (гроза, гром и др.). По мнению С. А. Токарева, представители данной школы опирались в основном на догадки, а также на данные индоевропеистики, что сужало их кругозор.
В рамках исторической школы (В. Ф. Миллер, Н. С. Тихонравов, С. Н. Азбелев и др.) за каждым книжным или фольклорным сюжетом усматриваются исторические или археологические реалии. Известным её представителем был академик Б. А. Рыбаков, который в своих трудах создал масштабную реконструкцию славянского язычества и мифологии, возводя отдельные сюжеты славянского фольклора к эпохе неолита. Главой пантеона и демиургом он считал бога Рода, персонажа, упоминаемого в древнерусских книжных источниках. С концепцией Рыбакова не согласен ряд других учёных, по мнению которых она не в полной мере соответствует источникам и является в значительной степени гипотетической. Поддержки в современной научной среде идеи Рыбакова не получили.
Семиотическая школа рассматривает культуру как систему, состоящую из «бинарных оппозиций» и содержащую некий «универсальный код». В 1960-е — 1970-е годы получил известность семиотический подход к изучению славянской мифологии, разработанный лингвистами В. Н. Топоровым и В. В. Ивановым, одним из основных направлений исследований которых была реконструкция архетипов. В частности, ими была создана теория основного мифа, совмещающая старую мифологическую школу, индоевропеистику и структурализм (с его едиными и простыми мыслительными схемами в основе сложных мифологических систем). «Основной миф» реконструируется как сюжет змееборчества, противопоставление, оппозиция двух антагонистов — антропоморфного божества-Громовержца и его противника — хтонического Змея. С этой оппозицией соотносятся все прочие — светлое-тёмное, верх-низ и т. п. Для славянской мифологии в качестве этих антагонистов рассматриваются Перун и Велес. Некоторые исследователи считают, что данная теория не в полной мере соответствует источникам, в частности, об отношениях Перуна и Велеса из источников ничего не известно. Кроме того, не ясно, почему именно этот миф должен считаться основным. Лингвист и фольклорист Н. И. Толстой писал о «троеверии» (синтезе славянского язычества, античного язычества и христианства) и наличии в славянском язычестве примитивных представлений о едином боге.
- А. Н. Афанасьев
- Е. В. Аничков
- Л. Нидерле
- В. Я. Пропп
- Вяч. Вс. Иванов
- В. Н. Топоров